# 拉格雷圣洛朗
拉格雷圣洛朗（法語：La Grée-Saint-Laurent，法語發音：[la gʁe sɛ̃ loʁɑ̃]）是法国莫尔比昂省的一个市镇，属于蓬蒂维区。

## 地理
拉格雷圣洛朗（47°59'43"N, 2°29'56"W）面积7.9 平方千米，位于法国布列塔尼大區莫尔比昂省，该省份为法国西北部沿海省份，位于布列塔尼半岛南部，北起阿摩尔滨海省、西接菲尼斯泰尔省，南濒大西洋，东南接大西洋卢瓦尔省，东临伊勒-维莱讷省。
与拉格雷圣洛朗接壤的市镇（或旧市镇、城区）包括：圣马洛-德特鲁瓦方丹、埃莱昂、拉克鲁瓦埃莱昂、福日德拉努埃。

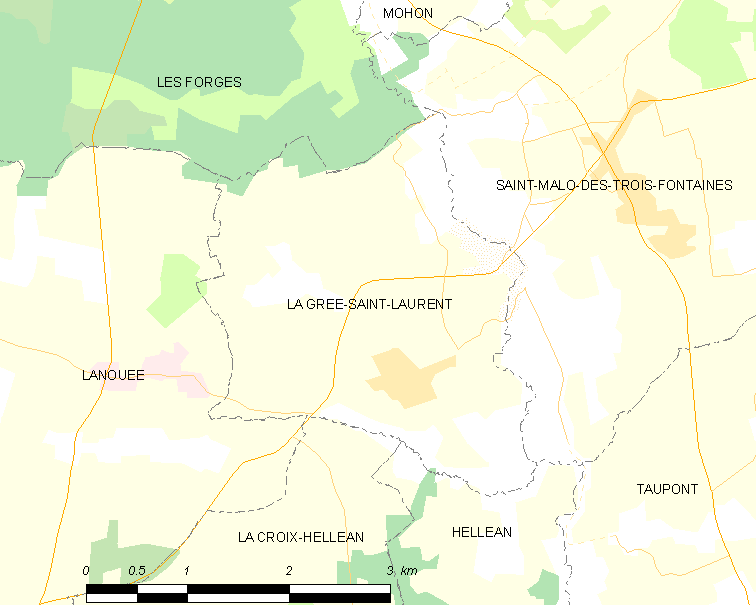
拉格雷圣洛朗的OSM定位图

拉格雷圣洛朗的时区为UTC+01:00、UTC+02:00（夏令时）。

## 行政
拉格雷圣洛朗的邮政编码为56120，INSEE市镇编码为56068。

## 政治
拉格雷圣洛朗所属的省级选区为普洛埃梅勒县。

## 人口

1962-2008年间拉格雷圣洛朗人口变化图示

拉格雷圣洛朗于2022年1月1日时的人口数量为310人。